# Klein-Ternaaien
Klein Ternaaien (Frans: Petit-Lanaye) is een gehucht in de deelgemeente Ternaaien van de Belgische stad Wezet (Frans: Visé) in Wallonië, net ten zuiden van het Nederlandse Maastricht. Vanuit de richting Maastricht is Klein-Ternaaien te bereiken langs de westelijke oever van de Maas voorbij de ENCI-groeve. Klein Ternaaien is het enige gehucht van de deelgemeente waar meer Nederlands dan Frans wordt gesproken (bron?). Desondanks valt het onder het Franse taalgebied. Ten noorden van Klein-Ternaaien ligt het noordelijkste punt van Wallonië, direct aan de Waalse-Nederlandse grens. Klein-Ternaaien is daarmee de noordelijkste plaats van Wallonië.

## Plaats
Er ligt een klein aantal bewoonde huizen die veelal aan de voet van het Plateau van Caestert zijn gebouwd. Sommige huizen hebben een eigen ondergrondse toegang tot deze berg. Vanaf het sluizencomplex ligt het Albertkanaal in noordelijke richting (richting Kanne) door de Doorsteek van Caestert, ongeveer 30 meter diep uitgesneden in de mergelrotsen, hetgeen veel fietsers en wandelaars trekt. Er is een watersportvereniging gevestigd.
Bij Klein-Ternaaien ligt op de westoever van de Maas het schiereilandje Petit-Gravier dat tot 1 januari 2018 Nederlands grondgebied was.

## Sluis Klein Ternaaien
Het sluizencomplex staat bekend als de stop van Ternaaien (fr: Bouchon de Lanaye). Het biedt de scheepvaart doorgang van de Maas naar het Albertkanaal, op het traject Maastricht-Luik. In deze sluizen worden schepen in de richting Maastricht zo'n 14 meter omlaag geschut. De grote sluis (kolk van 136 x 16 meter) beschikt hiervoor over drijvende bolders, de kleine sluizen niet. De laatste jaren staan de sluizen bekend om achterstallig onderhoud, hetgeen regelmatig tot behoorlijke vertragingen leidt. De laatste tijd zijn de sluizen gesloten voor recreatievaart. In september 2011 startte de bouw van een nieuwe kolk van 225 meter lang en 25 meter breed. De nieuwe sluis, voltooid in het najaar van 2015, heeft de capaciteit tussen het Albertkanaal en de Nederlandse Maas verhoogd van de huidige 2000 T naar konvooien van 9000 T (klasse Va), en daarmee de noodzaak van de aanleg van het Cabergkanaal weerlegd.

## Thier de Caster
De huizen van Klein-Ternaaien liggen tegen een rotshelling. Boven die helling ligt Thier de Caster, een natuurgebied beschermd als uitzonderlijk onroerend erfgoed in Wallonië, ook al vanwege de ondergrondse mergelgroeven die al dateren van in de Middeleeuwen, zoals de Caestertgroeve, Groeve Ternaaien-Boven en Groeve Ternaaien-Beneden. Dit natuurgebied is onderdeel van het Plateau van Caestert, dat ook aan Vlaamse zijde beschermd is. Aan Waalse zijde ligt nog op het grondgebied van Klein-Ternaaien de Hoeve Caestert.

## Galerij

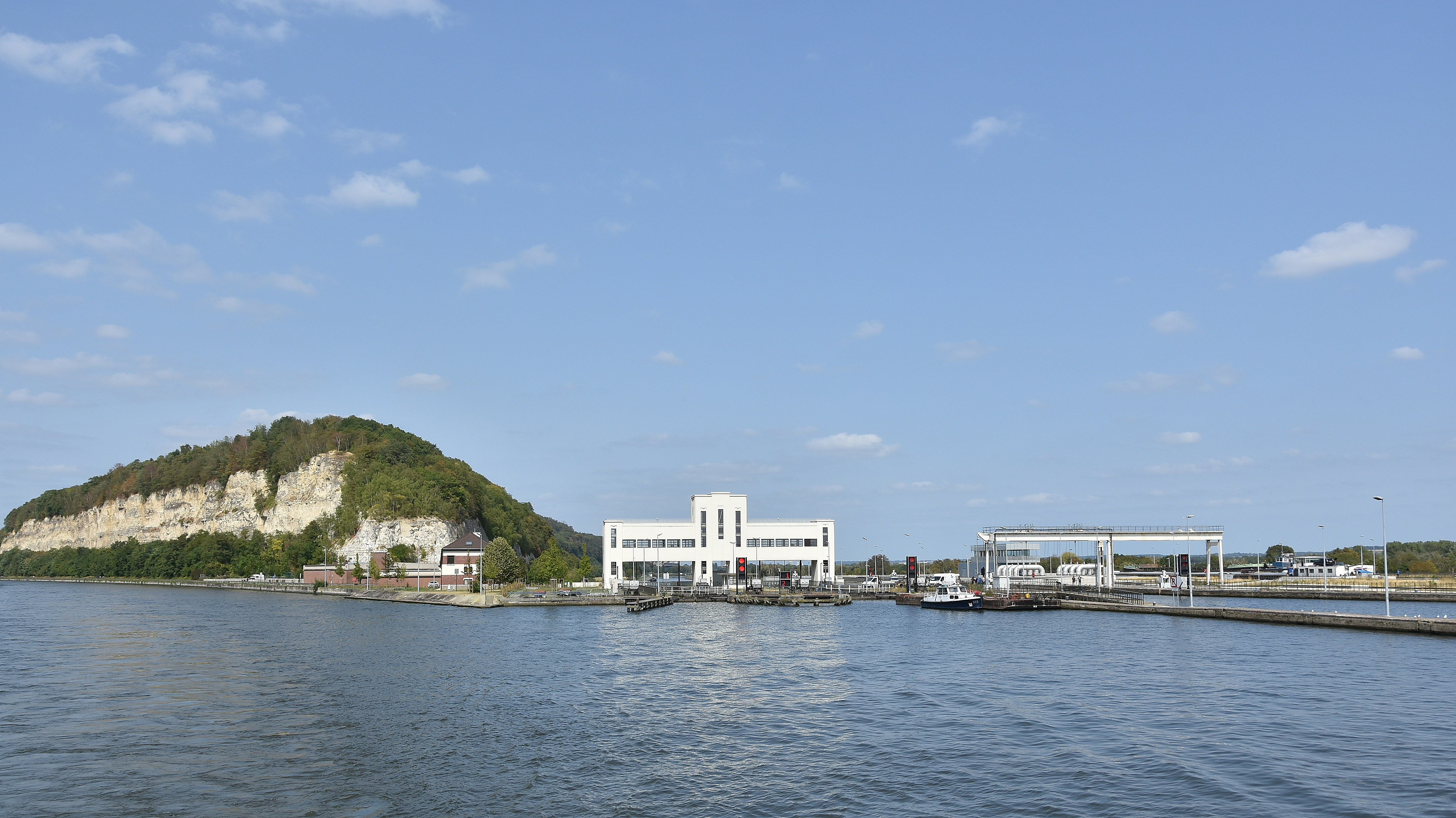
De stop van Ternaaien in 2018
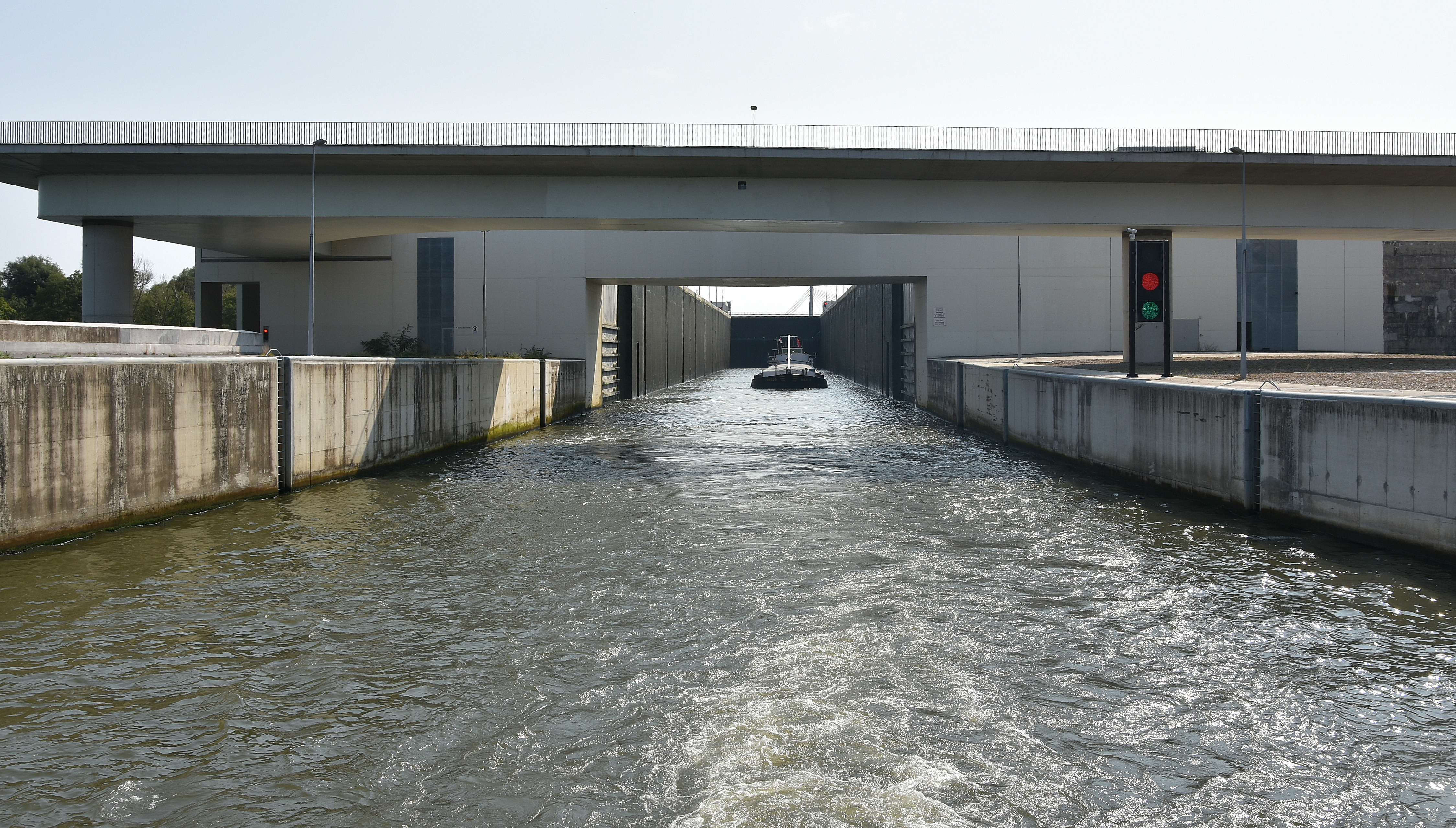
De in 2011 gebouwde sluis vanaf het noorden
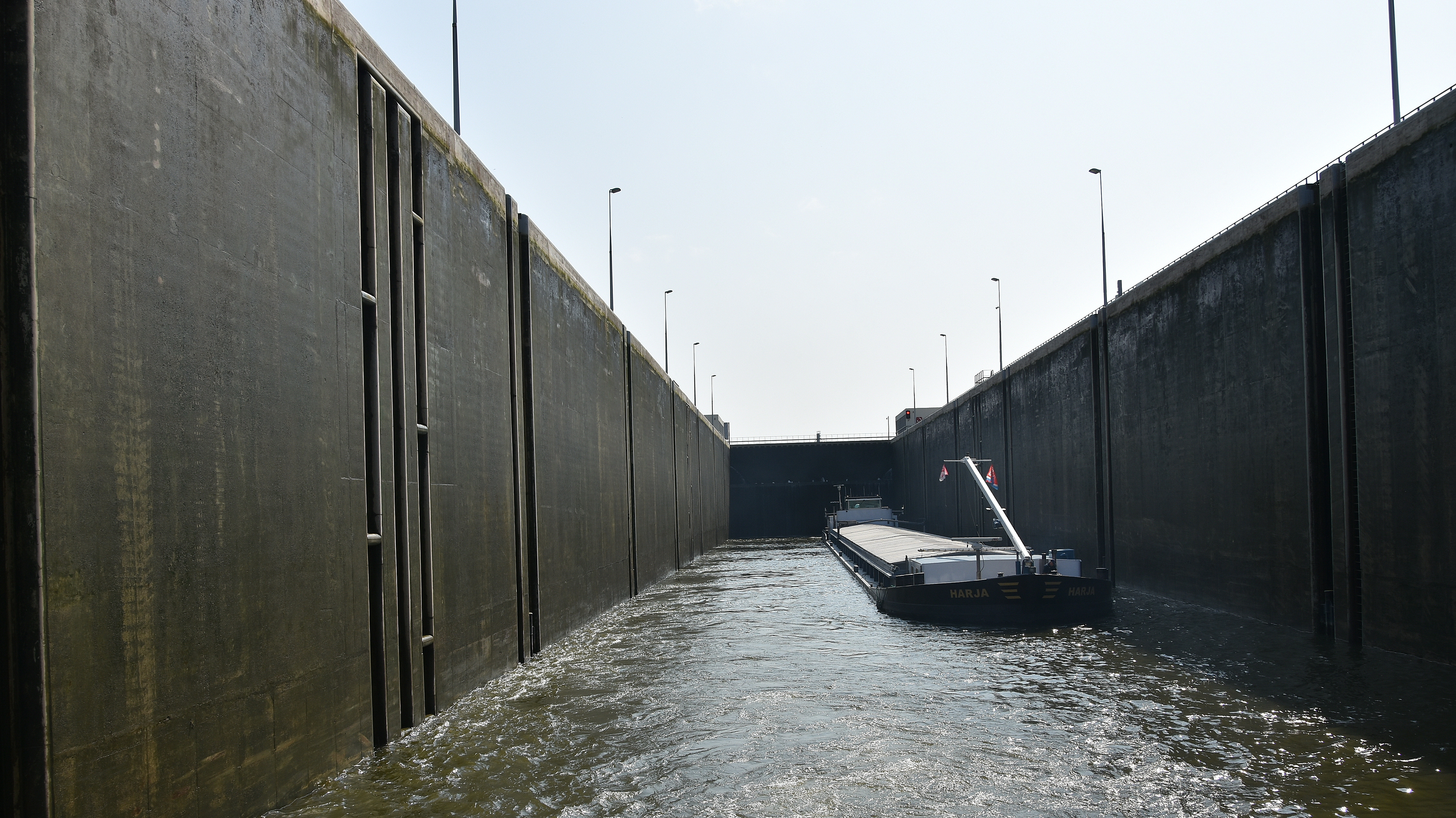
De sluiskolk van de in 2011 gebouwde sluis
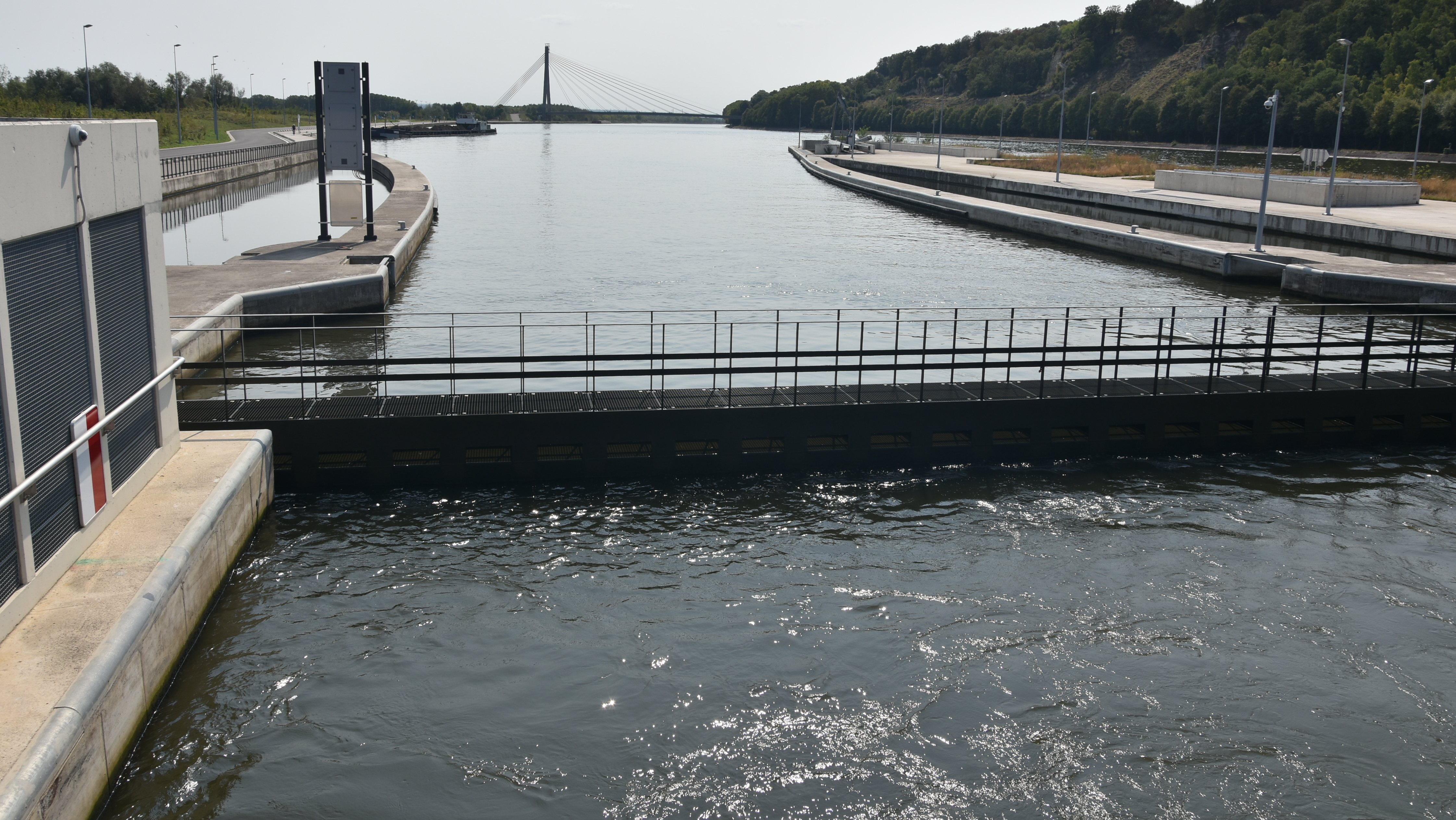
De gesloten sluisdeur aan de zuidzijde
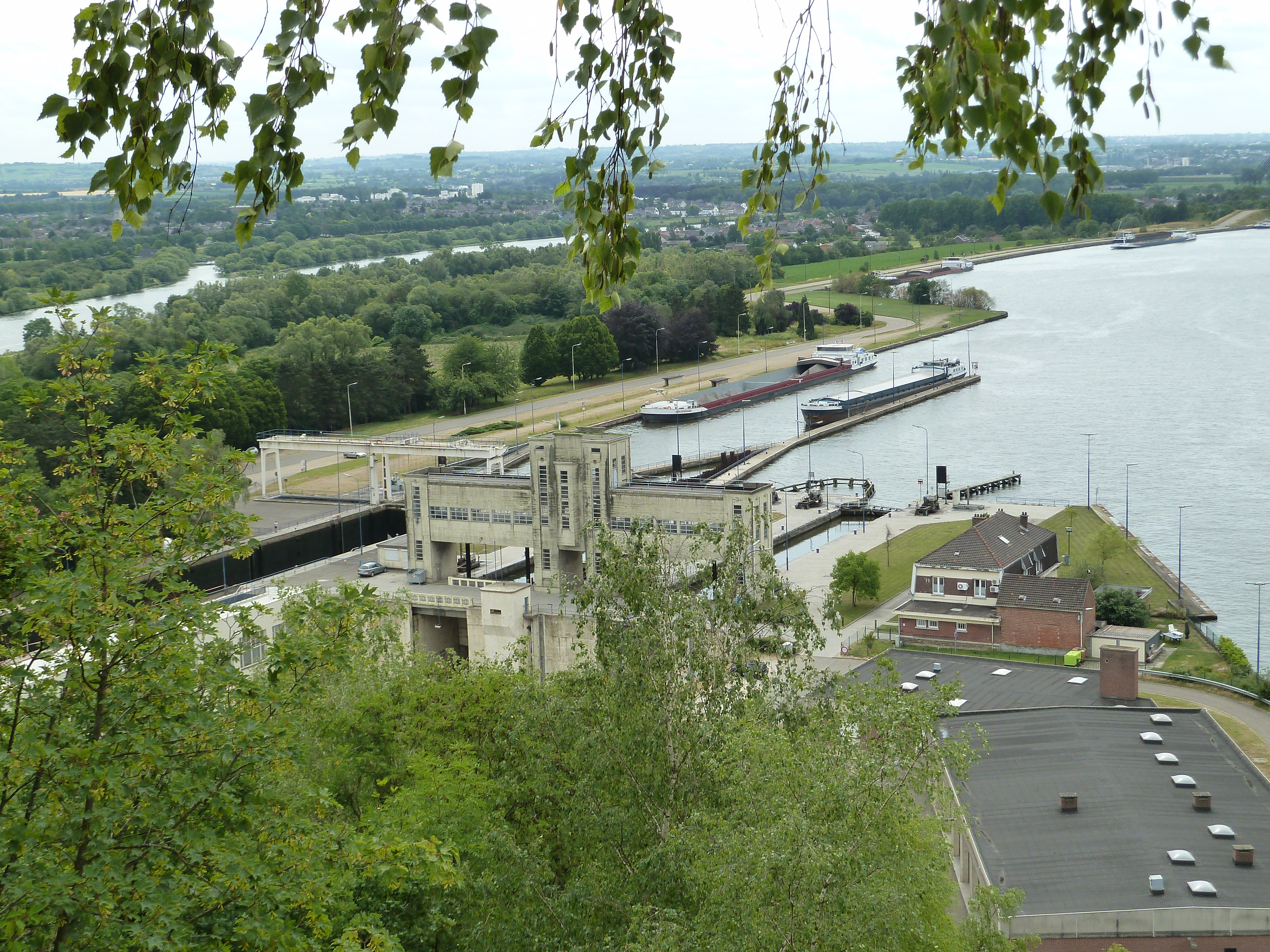
De sluizen bij Klein-Ternaaien voor de bouw van de nieuwe sluis van 2011

## Kasteel Caestert
Boven op de rotsen van Klein-Ternaaien lag ooit Kasteel Caestert en de Kapel van Caestert, maar alleen de naastgelegen hoeve Caestert resteert. Ze ligt boven op het Plateau van Caestert ter plaatse waar een versterking uit de ijzertijd gelegen heeft: de Oppidum Caestert.

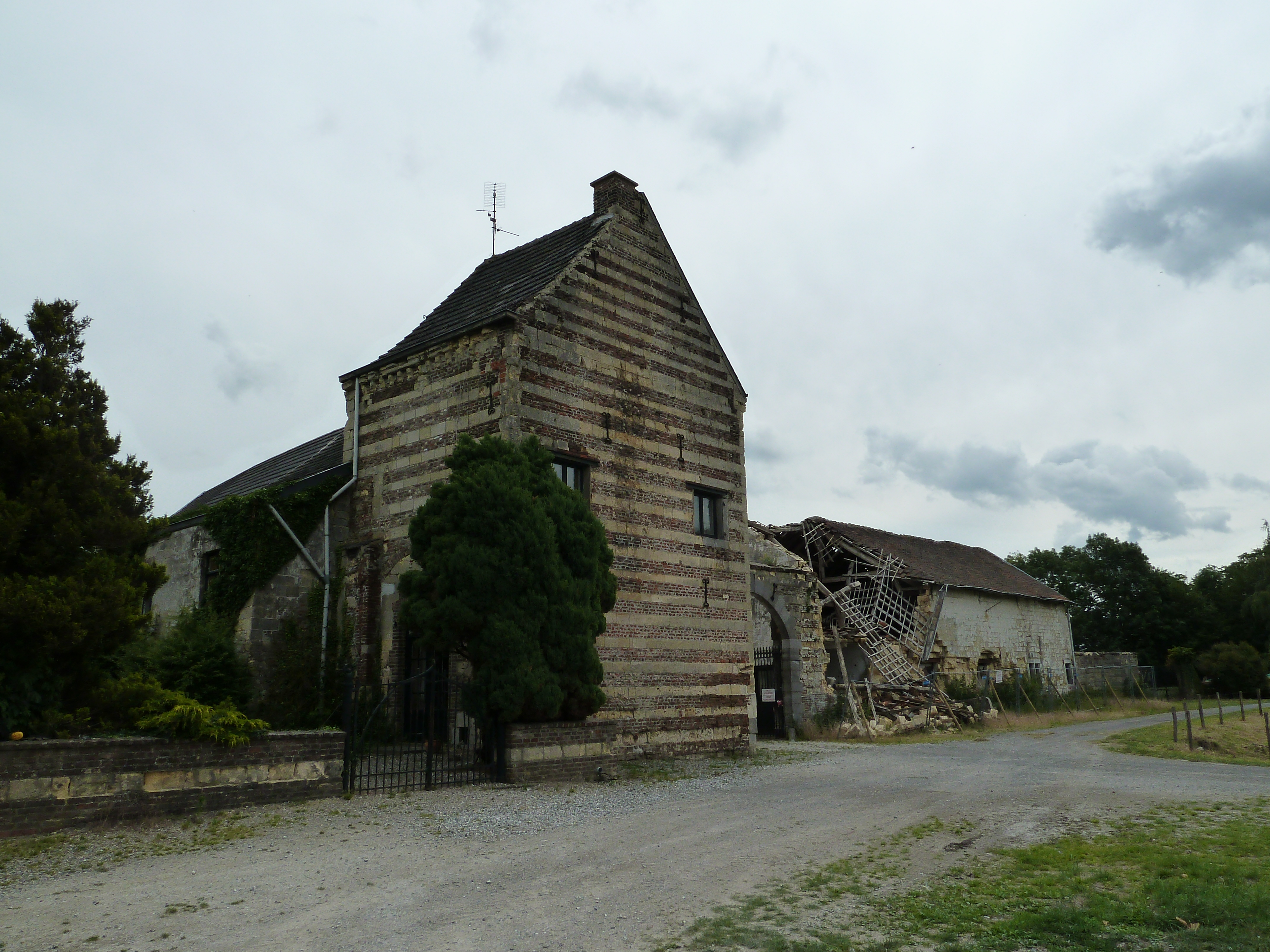
Hoeve Caestert in 2011

## Mergelgroeves
Ten westen van de plaats rijst de Sint-Pietersberg hoog op in het Maasdal. In de berg zijn er door de eeuwen heen verschillende ondergrondse mergelgroeves uitgehouwen, waaronder de Caestertgroeve, Grafkelder van Caestert, Kasteelgroeve, Groeve Ternaaien-Boven, Groeve Ternaaien-Midden en Groeve Ternaaien-Beneden. Ook is er een dagbouwgroeve waar mergel werd gewonnen, de Verloren Vallei.

## Nabijgelegen kernen
Sint Pieter, Kanne, Ternaaien